# Аламо (Теннессі)
Аламо (англ. Alamo) — місто (англ. town) в США, в окрузі Крокетт штату Теннессі. Населення — 2336 осіб (2020).

## Географія
Аламо розташоване за координатами 35°46′59″ пн. ш. 89°7′1″ зх. д. / 35.78306° пн. ш. 89.11694° зх. д. (35.783047, -89.116820).  За даними Бюро перепису населення США в 2010 році місто мало площу 5,69 км², уся площа — суходіл.

## Демографія
Згідно з переписом 2010 року, у місті мешкала 2461 особа в 947 домогосподарствах у складі 626 родин. Густота населення становила 433 особи/км².  Було 1064 помешкання (187/км²).
Расовий склад населення:
| - 72,3 % — білих - 15,8 % — чорних або афроамериканців - 0,1 % — вихідців з тихоокеанських островів - 0,1 % — азіатів - 10,1 % — осіб інших рас |

До двох чи більше рас належало 1,6 %. Частка іспаномовних становила 11,9 % від усіх жителів.
За віковим діапазоном населення розподілялося таким чином: 25,7 % — особи молодші 18 років, 55,0 % — особи у віці 18—64 років, 19,3 % — особи у віці 65 років та старші. Медіана віку мешканця становила 38,7 року. На 100 осіб жіночої статі у місті припадало 82,0 чоловіків;  на 100 жінок у віці від 18 років та старших — 82,1 чоловіків також старших 18 років.
Середній дохід на одне домашнє господарство  становив 50 240 доларів США (медіана — 35 441), а середній дохід на одну сім'ю — 61 191 долар (медіана — 44 292). Медіана доходів становила 36 786 доларів для чоловіків та 30 893 долари для жінок. За межею бідності перебувало 21,9 % осіб, у тому числі 25,2 % дітей у віці до 18 років та 12,3 % осіб у віці 65 років та старших.
Цивільне працевлаштоване населення становило 854 особи. Основні галузі зайнятості: освіта, охорона здоров'я та соціальна допомога — 25,4 %, виробництво — 19,1 %, науковці, спеціалісти, менеджери — 9,4 %, фінанси, страхування та нерухомість — 8,9 %.